# Enmanns Kaisergeschichte
Pour les articles homonymes, voir EKG.
L'Enmanns Kaisergeschichte, communément abrégé en EKG ou KG, parfois aussi appelée en français Histoire impériale d'Enmann, est le nom donné à une œuvre historique latine aujourd'hui perdue mais dont l'existence est déduite de la constatation de similitudes importantes dans les textes d'historiens de l'Antiquité tardive.
Le philologue allemand Alexander Enmann (1856-1903) est le premier à avoir démontré l'existence de cette source en 1884 en comparant les textes d'Eutrope et d'Aurelius Victor,.

## Date de l'œuvre
En raison des conceptions de son époque sur l’Histoire Auguste, recueil de biographies impériales qui utilise aussi l’EKG, Enmann supposa qu'une première version était déjà apparue à l'époque de Dioclétien. Mais cette idée fut remise en cause en 1889, lorsqu'Hermann Dessau démontra que l’Histoire Auguste était en fait une œuvre plus tardive, de la fin du IVe siècle. Plus récemment,  Timothy D. Barnes a montré que les recoupements entre Eutrope et Aurélius Victor sont moins importants après 337, établissant une date limite pour l'EKG. Dans son étude sur Aurélius Victor, H.W. Bird a proposé une datation vers 357 (bataille d'Argentoratum).

## L'œuvre et son auteur
L'EKG était une suite de biographies impériales, proche du style de Suétone. Au IVe siècle, le chevauchement des règnes fait en sorte que les œuvres historiques seront plus annalistiques. Les biographies devaient suivre une organisation assez similaire : nom et origine de l'empereur, remarques sur sa vie avant l'accession au trône, activité guerrière et diplomatique, politique intérieure, mort de l'empereur, honneurs reçus, durée du règne. Pour rédiger ces biographies, l'auteur de l’EKG a pu s'appuyer sur l'œuvre de Marius Maximus, elle aussi perdue aujourd'hui,. On considère aujourd'hui que l'auteur de l’EKG n'était pas chrétien et vivait dans la partie occidentale de l'empire romain, étant donné les nombreuses références à la Gaule et à la Bretagne. Ses conceptions sont fortement marquées par la vision sénatoriale de l'histoire romaine. R.W. Burgess a proposé de reconnaître l'auteur de l’EKG en Eusèbe de Nantes, sans emporter l'adhésion unanime des spécialistes. À partir d'une remarque d'André Piganiol, Santo Mazzarino a proposé de reconnaître dans l'Origo Constantini Augusti (pars prior de l'Anonyme de Valois) un authentique fragment de l’EKG, idée réaffirmée plus récemment par Giuseppe Zecchini.

## L’EKGsource de l'historiographie romaine tardive
Outre Eutrope, Aurélius Victor et l’Histoire Auguste, l’EKG est aussi utilisée par l’Épitomé de Caesaribus, Jérôme de Stridon, l'empereur Julien dans ses Césars et peut-être par Ammien Marcellin et Rufius Festus. Chacun de ces auteurs reprend toutefois l'EKG avec ses propres buts et à sa manière, ainsi pour un même passage on peut constater que la tendance au commentaire d'Aurelius Victor s'oppose à la brièveté, voire la sécheresse, d'Eutrope.
La question de l’EKG est souvent soulevée dans l'étude de l’Histoire Auguste, de ses sources et de sa date. Retrouver sans ambiguïté la trace de son usage par l'auteur anonyme de l’Histoire Auguste est cependant difficile car il a aussi utilisé Aurélius Victor et Eutrope. Selon André Chastagnol, l’EKG apparaît dans des passages « beaucoup moins nombreux qu'on ne le croyait naguère ». François Chausson a proposé de reconnaître l’EKG derrière un passage de la vie de Septime Sévère que l'on attribuait usuellement à l'utilisation d'Aurelius Victor.